# Ərəfsə
Ərəfsə è un comune dell'Azerbaigian situato nel distretto di Culfa.